# 佩列德米爾卡
49°53′42″N 25°54′50″E / 49.89500°N 25.91389°E
佩列德米爾卡（烏克蘭語：Передмірка）是位於烏克蘭西部特諾皮爾州裏克列梅涅茨區的村莊，始建於1482年，面積2.94平方公里，2022年人口520，人口密度每平方公里245.2人。